# Суспільне Івано-Франківськ
«Суспільне Івано-Франківськ» (Філія АТ «НСТУ» «Івано-Франківська регіональна дирекція») — українська регіональна суспільна телерадіокомпанія, філія Національної суспільної телерадіокомпанії України, до якої входять однойменний телеканал, радіоканал «Українське радіо Івано-Франківськ» та діджитал-платформи, які мовлять на території Івано-Франківської області.

## Історія
1939 року засновано Станіславський радіокомітет. Обласне радіо розпочало мовлення 15 січня 1940 року. Станція мовила щоденно 30 хвилин на добу та складалася з 10 працівників. Етер наповнювався новинами, газетними матеріалами та музикою. Згодом, 1944 року створено Обласний комітет радіоінформації при виконкомі обласної ради депутатів трудящих, який отримав більший колектив та можливості.
1963 року обласну редакцію радіомовлення перейменовано в Івано-Франківський обласний комітет з радіомовлення і телебачення Івано-Франківського обласного виконавчого комітету. 1971 року на базі комітету створено редакції суспільно-політичних передач, кореспондентську мережу та інформаційну програму «Прикарпатські новини». Час мовлення було збільшено до двох годин щодня.
27 жовтня 2000 року зареєстровано Івано-Франківську обласну державну телерадіокомпанію.
2013 року компанія отримала FM-частоту для цілодобового мовлення на території області та у прилеглих районах сусідніх областей. Того ж року з'явилася назва «ОДТРК „Карпати“».
25 грудня 2014 року Івано-Франківська ОДТРК розпочала телевізійне мовлення у цифровій мережі DVB-T2.
5 серпня 2016 року телерадіокомпанія припинила реєстрацію як юридична особа в статусі ОДТРК, ставши філією Національної телекомпанії України (НТКУ). 19 січня 2017 року на базі НТКУ створено Національну суспільну телерадіокомпанію України — український суспільний мовник.
16 лютого 2018 року філія отримала логотип Суспільного «UA:» та назву «UA: Карпати». У зв'язку з цим, 19 квітня 2018 року Національна рада України з питань телебачення і радіомовлення переоформила ліцензії НСТУ.
23 травня 2022 року в зв'язку з оновленням дизайн-системи брендів НСТУ телерадіокомпанія змінила назву на «Суспільне Івано-Франківськ».
З 20 листопада по 18 грудня 2022 року телеканал філії транслював Чемпіонат світу з футболу 2022.

## Телебачення
«Суспільне Івано-Франківськ» — український регіональний суспільний телеканал, який мовить на території Івано-Франківської області.

### Наповнення етеру
Етерне наповнення мовника — інформаційні, соціально-публіцистичні та культурно-мистецькі програми виробництва творчих об'єднань НСТУ та «Суспільне Івано-Франківськ».

#### Програми
- «Суспільне. Студія»
- «Суспільне Новини»
- «Суспільне Спорт»
- «Тиждень. Івано-Франківськ»

#### Раніше виходили
- «Суспільне Спротив»
- «Суспільне Новини. Івано-Франківськ»
- «Сьогодні. Головне»
- «Карпатський ранок» (2018—2020, ведучі: Наталія Ципліцька, Олексій Лейбюк, Віра Якимечко, Ілона Шевченко, Сергій Лазановський, Каріна Микуляк)[10][11]
- «#Звіти_наживо»
- «Виборчий округ»

### Мовлення
Передача цифрового мовлення телеканалу відбувається в мультиплексі MX-5 (DVB-T2) у форматі 1080i 16:9. Трансляція мовника також доступна на сайті «Суспільне Івано-Франківськ» в розділі «Онлайн».

## Радіо
В Івано-Франківській області НСТУ мовить на радіоканалі «Українське радіо Івано-Франківськ».

### Наповнення етеру

#### Програми
- «РадіоДень»
- «Тема дня. Радіовимір»

### Мовлення
- Верховина — 103,6 МГц
- Івано-Франківськ — 100,4 МГц
- Калуш — 100,1 МГц
- Косів — 100,6 МГц
- Яремче — 100,2 МГц

## Діджитал
У діджиталі телерадіокомпанія «Суспільне Івано-Франківськ» представлена вебсайтом та сторінками у Facebook, Instagram, YouTube та Telegram. Крім того, на сайті «Суспільне Новини» є розділ про новини Івано-Франківщини.

## Логотипи
Телерадіокомпанія змінила 2 логотипи. Нинішній — 3-й за рахунком.
| Логотип | Опис                                            |
| ------- | ----------------------------------------------- |
|         | Логотип з 2014 року до 15 лютого 2018 року      |
|         | Логотип з 16 лютого 2018 до 22 травня 2022 року |
|         | Логотип з 23 травня 2022 року дотепер           |

### Хронологія назв
| Дата      | Назва                        |
| --------- | ---------------------------- |
| 2014—2018 | «ОДТРК „Карпати“»            |
| 2018—2022 | «UA: Карпати»                |
| з 2022    | «Суспільне Івано-Франківськ» |